# 아시아태평양 스타 어워즈
아시아태평양 스타 어워즈《APAN Star Awards》는 대한민국의 드라마 시상식이다.

## 역사
한국연예매니지먼트협회에서 주최/주관하며, 기업/기관과도 공동진행하여 개최하는 대한민국의 드라마 시상식이다. APAN Star Awards는 한국을 대표하는 축제의 장으로 하여, 한국 드라마와 한국 배우의 세계화를 도모하고 한국대중문화를 아시아 및 세계 전역으로 잇는 가교의 장을 마련하여 한국대중문화 발전에 이바지함을 주목적으로 한다.  제1회를 시작으로 매년 겨울 '대전 드라마 페스티벌' 기간 중에 개최하였다. 대한민국에서 지난 1년간 지상파, 대한민국의 종합편성채널, 케이블 채널에서 방영된 드라마를 대상으로 감독, 드라마,  작가, 드라마 평론가, 대중문화 평론가, 기자 등 다양한 분야 전문가로 구성된 심사 위원단이 1년간 제작된 최고의 드라마와 배우들을 선정한다. 1회는 ‘케이 드라마 스타 어워즈(K-Drama Star Awards)'라는 명칭으로 출범하였으나,  2회 행사때부터 한류 바람을 타고 아시아 지역으로 넓히기 위해 ‘에이판 스타 어워즈’로 이름을 바꾸었다.
그러다가 2018년 동계 올림픽 배후 도시인 강원도 원주시가 도시 브랜드 제고를 위해 사단법인 한국연예매니지먼트협회와 공동으로 주관하여 2015년 원주 드라마페스티벌(APAN Star Awards)에서 4회를 맞이하게 되었다.
5회째를 맞이한 2016년부터는 아시아 태평양을 빛낸 각국의 스타들까지 한 자리에 만나볼 수 있는 글로벌 시상식으로 확장해 '아시아태평양 스타 어워즈'를 공식 한글명칭으로 정했다.
2016년 제5회 시상식 이후로 개최가 중단되어 2017년에는 열리지 않았다.
이후 2018년 제6회 시상식을 다시 개최하였다. 6회째를 맞이한 이 시상식은 전(前) KBS TV제작본부장이자 현(現) 한국드라마연구소 소장인 이응진 심사위원장을 필두로 심사위원단이 구성되었고, 2017년 9월 2일부터 2018년 9월 2일까지 MBC, KBS, SBS, tvN, JTBC, OCN, MBN, TV조선 등 전 방송국에서 온에어 된 총 93편(중편 71편, 장편 22편)의 드라마를 대상으로 심사를 진행한다.
2019년에는 개최되지 않았다.

## 역대 수상

### 제1회 K-드라마 스타 어워즈
- 일시 : 2012년 12월 8일
- 장소 : 대전 광역시 DCC 대전 컨벤션 센터
- 진행 : 김병찬, 유인나

| 부문            | 수상자                                                 | 작품 |
| --------------- | ------------------------------------------------------ | --- |
| 대상            | 손현주                                                 | 《추적자 THE CHASER》 |
| 남자 최우수상   | 송중기                                                 | 《세상 어디에도 없는 착한남자》 |
| 여자 최우수상   | 김남주                                                 | 《넝쿨째 굴러온 당신》 |
| 남자 우수상     | 유준상 김수현                                          | 《넝쿨째 굴러온 당신》 《해를 품은 달》 |
| 여자 우수상     | 한지민                                                 | 《옥탑방 왕세자》 |
| 남자 연기상     | 이성민                                                 | 《골든 타임》 |
| 여자 연기상     | 김정난                                                 | 《신사의 품격》 |
| 라이징스타상    | 서인국, 정은지, 오연서, 강민혁, 유인나, 윤진이, 김형준 | 《응답하라 1997》, 《응답하라 1997》, 《넝쿨째 굴러온 당신》, 《넝쿨째 굴러온 당신》, 《인현왕후의 남자》, 《신사의 품격》, 《자체발광 그녀》,《그대를 사랑합니다》 |
| 베스트악역상    | 윤용현                                                 | 《자이언트》외 |
| 코믹연기상      | 안석환                                                 | 《닥치고 패밀리》 |
| 한류스타상      | 정용화                                                 | |
| 최고 인기상     | 유준상                                                 | 《넝쿨째 굴러온 당신》 |
| 패셔니스타상    | 고세원, 전혜빈                                         | |
| 베스트 매니저상 | 김종도 나무엑터스 대표                                 | |
| 액션스턴트상    |                                                        | 《각시탈》팀 |
| 작가상          | 박지은                                                 | 《넝쿨째 굴러온 당신》 |
| 감독상          | 조남국                                                 | 《추적자 THE CHASER》 |
| 베스트OST상     | 더원 서인국, 정은지                                    | 《추적자 THE CHASER》 ‘사랑한다는 이말’ 《응답하라 1997》 ‘All For You’, ‘우리 사랑 이대로’                                                                         |
| 아역상          | 김소현, 김유정, 박건태                                 | 《해를 품은 달》, 《메이퀸》 |
| 베스트커플상    | 서인국, 정은지                                         | 《응답하라 1997》 |
| 공로상          | 이순재                                                 | |

### 제2회 에이판 스타 어워즈
- 일시 : 2013년 11월 16일
- 장소 : 대전광역시 충남대학교 정심화 홀
- 진행 : 이휘재, 소연

| 부문                | 수상자                      | 작품                                 |
| ------------------- | --------------------------- | ------------------------------------ |
| 대상                | 송혜교                      | 《그 겨울, 바람이 분다》             |
| 작가상              | 소현경                      | 《투윅스》                           |
| 연출상              | 김병수                      | 《나인: 아홉 번의 시간여행》         |
| 남자 최우수상       | 이준기                      | 《투윅스》                           |
| 여자 최우수상       | 이보영                      | 《너의 목소리가 들려》               |
| 남자 우수상         | 이종석                      | 《학교 2013》,《너의 목소리가 들려》 |
| 여자 우수상         | 김소연                      | 《투윅스》                           |
| 남자 연기상         | 정웅인                      | 《너의 목소리가 들려》               |
| 여자 연기상         | 김성령                      | 《야왕》                             |
| 남자 신인상         | 최진혁 김우빈               | 《구가의 서》 《학교 2013》          |
| 여자 신인상         | 이유비 김유리               | 《구가의 서》 《주군의 태양》        |
| 남자 아역상         | 천보근                      | 《여왕의 교실》                      |
| 여자 아역상         | 김향기                      | 《여왕의 교실》                      |
| 남자 인기스타상     | 주지훈                      | 《다섯 손가락》                      |
| 여자 인기스타상     | 오연서                      | 《오자룡이 간다》                    |
| 베스트커플상        | 이보영, 이종석              | 《너의 목소리가 들려》               |
| 남자 베스트드레서상 | 연정훈                      | 《금 나와라, 뚝딱!》                 |
| 여자 베스트드레서상 | 유인영                      | 《원더풀 마마》                      |
| 베스트 퍼포먼스상   | 정은지                      | 《그 겨울, 바람이 분다》             |
| 베스트 액션상       |                             | 《구가의 서》                        |
| 공로상              | 정두홍, 추자현              |                                      |
| 베스트OST상         | 더원                        | 《그 겨울, 바람이 분다》 ‘겨울 사랑’ |
| 베스트 매니저상     | 김동업 윌 엔터테인먼트 이사 |                                      |

### 제3회 에이판 스타 어워즈
- 일시 : 2014년 11월 15일
- 장소 : 대전광역시 충남대학교 정심화 홀
- 진행 : 김성주, 소연

| 부문                     | 수상자                      | 작품                                                                  |
| ------------------------ | --------------------------- | --------------------------------------------------------------------- |
| 대상                     | 조인성                      | 《괜찮아, 사랑이야》                                                  |
| 중편드라마 남자 최우수상 | 김수현                      | 《별에서 온 그대》                                                    |
| 중편드라마 여자 최우수상 | 김희애                      | 《밀회》                                                              |
| 장편드라마 남자 최우수상 | 조재현                      | 《정도전》                                                            |
| 장편드라마 여자 최우수상 | 김희선                      | 《참 좋은 시절》                                                      |
| 중편드라마 남자 우수상   | 정우                        | 《응답하라 1994》                                                     |
| 중편드라마 여자 우수상   | 박신혜                      | 《왕관을 쓰려는 자, 그 무게를 견뎌라 - 상속자들》                     |
| 장편드라마 남자 우수상   | 김지훈                      | 《왔다! 장보리》                                                      |
| 장편드라마 여자 우수상   | 김옥빈                      | 《유나의 거리》                                                       |
| 한류 스타상              | 김수현 전지현               | 《별에서 온 그대》                                                    |
| 남자 조연상              | 류승수                      | 《참 좋은 시절》                                                      |
| 여자 조연상              | 김혜은                      | 《밀회》                                                              |
| 남자 신인상              | 디오 손호준                 | 《괜찮아, 사랑이야》 《응답하라 1994》, 《트로트의 연인》             |
| 여자 신인상              | 남보라 김슬기               | 《사랑만 할래》, 《사랑해서 남주나》 《연애의 발견》                  |
| 남자 아역상              | 윤찬영 최권수               | 《마마》 《참 좋은 시절》                                             |
| 여자 아역상              | 김현수 김지영               | 《별에서 온 그대》 《왔다! 장보리》                                   |
| 남자 인기스타상          | 이광수                      | 《괜찮아, 사랑이야》                                                  |
| 여자 인기스타상          | 진세연                      | 《닥터 이방인》                                                       |
| 공로상                   | 최진실                      |                                                                       |
| 작가상                   | 정성주                      | 《밀회》                                                              |
| 연출상                   | 장태유                      | 《별에서 온 그대》                                                    |
| 남자 베스트드레서상      | 지현우                      | 《트로트의 연인》                                                     |
| 여자 베스트드레서상      | 김유리                      | 《태양은 가득히》                                                     |
| 베스트OST상              | 에일리                      | 《운명처럼 널 사랑해》 ‘잠시 안녕처럼’, 《비밀》 ‘눈물이 맘을 훔쳐서’ |
| 베스트 매니저상          | 이진성 킹콩엔터테인먼트이사 |                                                                       |
| SNS 웹드라마상           |                             | 《출출한 여자》                                                       |

### 제4회 에이판 스타 어워즈
- 일시 : 2015년 11월 27일 전야제, 11월 28일 시상식
- 장소 : 강원도 원주시 원주 종합 체육관
- 진행 : 이훈, 소연

| 부문                     | 수상자                     | 작품                            |
| ------------------------ | -------------------------- | ------------------------------- |
| 대상                     | 김수현                     | 《프로듀사》                    |
| 중편드라마 남자 최우수상 | 이성민                     | 《미생》                        |
| 중편드라마 여자 최우수상 | 김희선                     | 《앵그리맘》                    |
| 장편드라마 남자 최우수상 | 김상중                     | 《징비록》                      |
| 장편드라마 여자 최우수상 | 김현주                     | 《애인 있어요》                 |
| 중편드라마 남자 우수상   | 임시완                     | 《미생》                        |
| 중편드라마 여자 우수상   | 박보영                     | 《오 나의 귀신님》              |
| 장편드라마 남자 우수상   | 이준                       | 《풍문으로 들었소》             |
| 장편드라마 여자 우수상   | 김민정                     | 《장사의 신 - 객주 2015》       |
| 한류 스타상              | 이동건 홍수아              |                                 |
| 남자 연기상              | 이경영                     | 《미생》                        |
| 여자 연기상              | 채정안 길해연              | 《용팔이》 《풍문으로 들었소》  |
| 남자 신인상              | 변요한 남주혁              | 《미생》 《후아유 - 학교 2015》 |
| 여자 신인상              | 임지연 채수빈              | 《상류사회》 《파랑새의 집》    |
| 남자 아역상              | 남다름                     | 《피노키오》                    |
| 여자 아역상              | 갈소원                     | 《내 딸, 금사월》               |
| 남자 인기스타상          | 손호준                     | 《미세스 캅》                   |
| 여자 인기스타상          | 유인영                     | 《가면》                        |
| 공로상                   | 수사반장                   |                                 |
| 작가상                   | 박경수                     | 《펀치》                        |
| 연출상                   | 조수원                     | 《피노키오》                    |
| 남자 베스트드레서상      | 오민석                     | 《부탁해요 엄마》               |
| 여자 베스트드레서상      | 최여진                     | 《더 러버》                     |
| 베스트OST상              | 로이킴                     | 《피노키오》 ‘피노키오’         |
| 베스트 매니저상          | 심정운 심엔터테인먼트 대표 |                                 |
| SNS 웹드라마상           | 시우민                     | 《도전에 반하다》               |

### 제5회 아시아태평양 스타 어워즈
- 일시 : 2016년 10월 2일
- 장소 : MBC 상암 문화 광장
- 진행 : 신동엽, 이하늬

| 부문                        | 수상자                                                                | 작품                                   |
| --------------------------- | --------------------------------------------------------------------- | -------------------------------------- |
| 대상                        | 송중기                                                                | 《태양의 후예》                        |
| 장편드라마 남자최우수연기상 | 안재욱                                                                | 《아이가 다섯》                        |
| 장편드라마 여자최우수연기상 | 김소연                                                                | 《가화만사성》                         |
| 중편드라마 남자최우수연기상 | 조진웅                                                                | 《시그널》                             |
| 중편드라마 여자최우수연기상 | 한효주                                                                | 《W》                                  |
| 장편드라마 남자우수연기상   | 이필모                                                                | 《가화만사성》                         |
| 장편드라마 여자우수연기상   | 정유미                                                                | 《육룡이 나르샤》                      |
| 중편드라마 남자우수연기상   | 남궁민                                                                | 《리멤버 - 아들의 전쟁》               |
| 중편드라마 여자우수연기상   | 서현진                                                                | 《또 오해영》                          |
| 남자 연기상                 | 진구 김의성                                                           | 《태양의 후예》 《W》                  |
| 여자 연기상                 | 김지원 예지원                                                         | 《태양의 후예》 《또 오해영》          |
| 남자 신인상                 | 박보검 윤균상                                                         | 《응답하라 1988》 《닥터스》           |
| 여자 신인상                 | 김유정 혜리                                                           | 《구르미 그린 달빛》 《응답하라 1988》 |
| 베스트 커플상               | 송중기, 송혜교                                                        | 《태양의 후예》                        |
| 올해의 드라마상             |                                                                       | 《태양의 후예》                        |
| 연출상                      | 신원호                                                                | 《응답하라 1988》                      |
| 작가상                      | 김은희                                                                | 《시그널》                             |
| 올해의 특별배우상           | 쿠니무라 준                                                           |                                        |
| 글로벌 스타상               | 이병헌                                                                |                                        |
| 아시아태평양 스타상         | 송중기 김희선 타나용 웡트라쿨 조 타슬림 제시 멘디올라 나리미야 히로키 |                                        |
| 아시아태평양 라이징스타상   | 황치열 왕다루                                                         |                                        |
| 아시아태평양 특별상         | 고칸 알칸 제이넵 참즈                                                 |                                        |
| 베스트 매니저상             | 김정용 블러썸 엔터테인먼트 이사                                       |                                        |

### 제6회 아시아태평양 스타 어워즈
- 일시 : 2018년 10월 13일 (tvN 생중계)
- 장소 : 경희대학교 평화의 전당
- 진행 : 김승우

| 부문                        | 수상자                     | 작품                                         |
| --------------------------- | -------------------------- | -------------------------------------------- |
| 대상                        | 이병헌                     | 《미스터 션샤인》                            |
| 장편드라마 남자최우수연기상 | 이상우                     | 《같이 살래요》                              |
| 장편드라마 여자최우수연기상 | 신혜선                     | 《황금빛 내 인생》                           |
| 중편드라마 남자최우수연기상 | 박서준                     | 《김비서가 왜 그럴까》                       |
| 중편드라마 여자최우수연기상 | 아이유                     | 《나의 아저씨》                              |
| 장편드라마 남자우수연기상   | 장승조                     | 《돈꽃》                                     |
| 장편드라마 여자우수연기상   | 조보아                     | 《이별이 떠났다》                            |
| 중편드라마 남자우수연기상   | 정해인                     | 《밥 잘 사주는 예쁜 누나》                   |
| 중편드라마 여자우수연기상   | 고아성                     | 《라이프 온 마스》                           |
| 남자 연기상                 | 박호산 유재명              | 《슬기로운 감빵생활》 《라이프》             |
| 여자 연기상                 | 장소연 김민정              | 《밥 잘 사주는 예쁜 누나》 《미스터 션샤인》 |
| 남자 신인상                 | 양세종 장기용              | 《사랑의 온도》 《나의 아저씨》              |
| 여자 신인상                 | 원진아 김태리              | 《그냥 사랑하는 사이》 《미스터 션샤인》     |
| 올해의 드라마상             |                            | 《미스터 션샤인》                            |
| 연출상                      | 김원석                     | 《나의 아저씨》                              |
| 작가상                      | 이수연                     | 《라이프》                                   |
| 글로벌 스타상               | 박해진                     |                                              |
| 남자 케이스타인기상         | 정해인                     | 《밥 잘 사주는 예쁜 누나》                   |
| 여자 케이스타인기상         | 박민영                     | 《김비서가 왜 그럴까》                       |
| 베스트 매니저상             | 배성은 HM엔터테인먼트 대표 |                                              |

### 제7회 아시아태평양 스타 어워즈
- 일시 : 2021년 1월 23일 (Seezn과 올레tv 중계)
- 장소 : 경희대학교 평화의 전당
- 진행 : 김승우

| 부문                         | 수상자                       | 작품                                                                     |
| ---------------------------- | ---------------------------- | ------------------------------------------------------------------------ |
| 대상                         | 현빈                         | 《사랑의 불시착》                                                        |
| 미니시리즈 남자 최우수연기상 | 강하늘                       | 《동백꽃 필 무렵》                                                       |
| 미니시리즈 여자 최우수연기상 | 김희선                       | 《앨리스》                                                               |
| 연속극 남자 최우수연기상     | 이상엽                       | 《한 번 다녀왔습니다》                                                   |
| 연속극 여자 최우수연기상     | 이민정                       | 《한 번 다녀왔습니다》                                                   |
| 미니시리즈 남자 우수연기상   | 박해준                       | 《부부의 세계》                                                          |
| 미니시리즈 여자 우수연기상   | 서예지                       | 《사이코지만 괜찮아》                                                    |
| 연속극 남자 우수연기상       | 이상이                       | 《한 번 다녀왔습니다》                                                   |
| 연속극 여자 우수연기상       | 심이영                       | 《찬란한 내 인생》                                                       |
| 남자 연기상                  | 오정세 김영민                | 《사이코지만 괜찮아》, 《스토브리그》 《부부의 세계》, 《사랑의 불시착》 |
| 여자 연기상                  | 김선영                       | 《사랑의 불시착》, 《편의점 샛별이》                                     |
| 남자 신인상                  | 장동윤 이도현                | 《조선로코-녹두전》 《18 어게인》                                        |
| 여자 신인상                  | 전미도                       | 《슬기로운 의사생활》                                                    |
| 올해의 드라마상              |                              | 《이태원 클라쓰》                                                        |
| 연출상                       | 차영훈                       | 《동백꽃 필 무렵》                                                       |
| 작가상                       | 이신화                       | 《스토브리그》                                                           |
| 웹드라마상                   |                              | 《일진에게 찍혔을 때2》                                                  |
| 단편 드라마상                |                              | 《그렇게 살다》                                                          |
| KT Seezen 스타상             | 손예진                       | 《사랑의 불시착》                                                        |
| 아이돌챔프 남자 인기상       | 김수현                       | 《사이코지만 괜찮아》                                                    |
| 아이돌챔프 여자 인기상       | 서예지                       | 《사이코지만 괜찮아》                                                    |
| 아이돌챔프 OST상             | 뷔                           | 《이태원 클라쓰》 Sweet Night                                            |
| 베스트 매니저상              | 강건택 VAST엔터테인먼트 대표 |                                                                          |

### 제8회 아시아태평양 스타 어워즈
- 일시 : 2022년 9월 29일 (Seezn과 올레tv 중계)
- 장소 : 일산 킨텍스 2전시장 7B Hall
- 진행 : 정일우, 권유리

| 부문                         | 수상자                     | 작품                                                                         |
| ---------------------------- | -------------------------- | ---------------------------------------------------------------------------- |
| 대상                         | 송중기                     | 《빈센조》                                                                   |
| 미니시리즈 남자 최우수연기상 | 이준호                     | 《옷소매 붉은 끝동》                                                         |
| 미니시리즈 여자 최우수연기상 | 신민아                     | 《갯마을 차차차》 《우리들의 블루스》                                        |
| 연속극 남자 최우수연기상     | 주상욱                     | 《태종 이방원》                                                              |
| 연속극 여자 최우수연기상     | 박진희                     | 《태종 이방원》                                                              |
| OTT 남자 최우수연기상        | 정해인                     | 《D.P.》                                                                     |
| OTT 여자 최우수연기상        | 김성령                     | 《이렇게 된 이상 청와대로 간다》                                             |
| 미니시리즈 남자 우수연기상   | 진선규                     | 《악의 마음을 읽는 자들》                                                    |
| 미니시리즈 여자 우수연기상   | 유선                       | 《이브》                                                                     |
| 연속극 남자 우수연기상       | 한상진                     | 《국가대표 와이프》                                                          |
| 연속극 여자 우수연기상       | 소이현                     | 《빨강 구두》                                                                |
| OTT 남자 우수연기상          | 안보현                     | 《마이 네임》, 《유미의 세포들》                                             |
| OTT 여자 우수연기상          | 한선화                     | 《술꾼도시여자들》                                                           |
| 남자 연기상                  | 허성태 윤병희              | 《오징어게임》 《인사이더》, 《우리들의 블루스》                             |
| 여자 연기상                  | 김신록 백지원              | 《지옥》 《안나》, 《이상한 변호사 우영우》                                  |
| 남자 신인상                  | 윤찬영 탕준상              | 《지금 우리 학교는》 《라켓소년단》, 《무브 투 헤븐: 나는 유품정리사입니다》 |
| 여자 신인상                  | 박지후                     | 《지금 우리 학교는》                                                         |
| TV 드라마 글로벌 스타상      | 지창욱                     | 《안나라수마나라》                                                           |
| 연출상                       | 정지인 외 1명              | 《옷소매 붉은 끝동》                                                         |
| 작가상                       | 문지원                     | 《이상한 변호사 우영우》                                                     |
| 웹드라마상                   |                            | 《오늘부터 계약연애》                                                        |
| 단편 드라마상                |                            | 《드라마 스테이지 2021 - 덕구 이즈 백》                                      |
| K팝 레이블상                 | 커넥트엔터테인먼트         |                                                                              |
| 아이돌챔프 남자 인기상       | 박재찬                     | 《시맨틱에러》                                                               |
| 아이돌챔프 여자 인기상       | 박은빈                     | 《이상한 변호사 우영우》                                                     |
| 아이돌챔프 OST상             | 임영웅                     | 《신사와 아가씨》                                                            |
| 아이돌챔프 베스트커플상      | 박서함 박재찬              | 《시맨틱에러》                                                               |
| 베스트 매니저상              | 손석우 BH엔터테인먼트 대표 |                                                                              |

### 제9회 아시아태평양 스타 어워즈
- 일시 : 2023년 12월 30일
- 장소 : DDP arthall 2
- 진행 : 김승우, 장예원

| 부문                          | 수상자                      | 작품                                                                                         |
| ----------------------------- | --------------------------- | -------------------------------------------------------------------------------------------- |
| 대상                          | 이준호                      | 《킹더랜드》                                                                                 |
| 중편 드라마 남자 최우수연기상 | 류승룡                      | 《무빙》                                                                                     |
| 중편 드라마 여자 최우수연기상 | 엄정화                      | 《닥터 차정숙》                                                                              |
| 장편 드라마 남자 최우수연기상 | 고수                        | 《미씽: 그들이 있었다 2》                                                                    |
| 장편 드라마 여자 최우수연기상 | 이성경                      | 《낭만닥터 김사부 3》                                                                        |
| 중편 드라마 남자 우수연기상   | 박해수 조한철               | 《수리남》 《재벌집 막내아들》 《스틸러 : 일곱 개의 조선통보》 《카지노》                    |
| 중편 드라마 여자 우수연기상   | 김서형 엄지원               | 《종이달》 《작은 아씨들》 《잔혹한 인턴》                                                   |
| 장편 드라마 남자 우수연기상   | 손호준                      | 《소방서 옆 경찰서》                                                                         |
| 장편 드라마 여자 우수연기상   | 김옥빈                      | 《아라문의 검》                                                                              |
| 단편 드라마 남자 연기상       | 주종혁                      | 《드라마 스페셜 - 아쉬탕가를 아시나요》                                                      |
| 단편 드라마 여자 연기상       | 신은수                      | 《드라마 스페셜 - 열아홉 해달들》                                                            |
| 웹 드라마 남자 연기상         | 추영우                      | 《어쩌다 전원일기》                                                                          |
| 웹 드라마 여자 연기상         | 김예림                      | 《청담국제고등학교》                                                                         |
| 남자 연기상                   | 정석용 이동휘               | 《D.P.2》 《카지노》                                                                         |
| 여자 연기상                   | 염혜란 신예은               | 《경이로운 소문 2: 카운터 펀치》 《더 글로리》 《마스크걸》 《꽃선비 열애사》 《3인칭 복수》 |
| 남자 신인상                   | 문상민 김동휘               | 《슈룹》 《미씽: 그들이 있었다 2》, 《거래》                                                 |
| 여자 신인상                   | 이한별 조아람               | 《마스크걸》 《닥터 차정숙》                                                                 |
| 남자 청소년 아역상            | 정현준                      | 《이번 생도 잘 부탁해》, 《반짝이는 워터멜론》                                               |
| 여자 청소년 아역상            | 유나                        | 《유괴의 날》                                                                                |
| 연출상                        | 박인제                      | 《무빙》                                                                                     |
| 작가상                        | 강윤성                      | 《카지노》                                                                                   |
| 아이돌챔프 베스트 캐릭터      | 이준호                      | 《킹더랜드》                                                                                 |
| 아이돌챔프 글로벌 스타        | 이준호                      | 《킹더랜드》                                                                                 |
| 서울리거 액터스상             | 이성경                      |                                                                                              |
| 아이돌챔프 남자 인기상        | 이준호                      | 《킹더랜드》                                                                                 |
| 아이돌챔프 여자 인기상        | 임윤아                      | 《킹더랜드》                                                                                 |
| 아이돌챔프 OST상              | 영탁                        | 《효심이네 각자도생》                                                                        |
| 아이돌챔프 베스트커플상       | 이준호, 임윤아              | 《킹더랜드》                                                                                 |
| 베스트 매니저상               | 백창주 씨제스 스튜디오 대표 |                                                                                              |
| 공로상                        | 변희봉                      |                                                                                              |

### 제10회 아시아태평양 스타 어워즈
- 일시 : 2024년 12월 28일
- 장소 : DDP arthall 1
- 진행 : 김승우, 박선영

| 부문                           | 수상자                                     | 작품 |
| ------------------------------ | ------------------------------------------ | --- |
| 대상                           | 김태리                                     | 《정년이》 |
| 작품상                         |                                            | 《정년이》 |
| 중편 드라마 남자 최우수연기상  | 지창욱                                     | 《웰컴투 삼달리》                                                                                               |
| 중편 드라마 여자 최우수연기상  | 이하늬                                     | 《밤에 피는 꽃》                                                                                                |
| 장편 드라마 남자 최우수연기상  | 지현우                                     | 《미녀와 순정남》                                                                                               |
| 장편 드라마 여자 최우수연기상  | 임수향                                     | 《미녀와 순정남》                                                                                               |
| 중편 드라마 남자 우수연기상    | 이이경                                     | 《내 남편과 결혼해줘》                                                                                          |
| 중편 드라마 여자 우수연기상    | 정은채                                     | 《유어 아너》                                                                                                   |
| 장편 드라마 남자 우수연기상    | 김동준                                     | 《고려 거란 전쟁》                                                                                              |
| 장편 드라마 여자 우수연기상    | 오현경                                     | 《수지맞은 우리》                                                                                               |
| 단편/웹 드라마 남자 연기상     | 이상운                                     | 《O'PENing - 덕후의 딸》                                                                                        |
| 단편/ 웹 드라마 여자 연기상    | 정인선                                     | 《O'PENing - 그랜드 샤이닝 호텔》                                                                               |
| 남자 연기상                    | 전배수 서현철                              | 《나의 해리에게》, 《정신병동에도 아침이 와요》 《웰컴투 삼달리》, 《소년시대》                                 |
| 여자 연기상                    | 김정난 정영주                              | 《눈물의 여왕》 《선재 업고 튀어》,《낮과 밤이 다른 그녀》                                                      |
| 남자 신인상                    | 김정진 노재원                              | 《소년시대》,《이토록 친밀한 배신자》, 《정숙한 세일즈》 《이토록 친밀한 배신자》, 《정신병동에도 아침이 와요》 |
| 여자 신인상                    | 채원빈 강미나                              | 《이토록 친밀한 배신자》 《웰컴투 삼달리》                                                                      |
| 남자 청소년 아역상             | 이주원                                     | 《눈물의 여왕》, 《놀아주는 여자》, 《효심이네 각자도생》                                                       |
| 여자 청소년 아역상             | 박소이                                     | 《히어로는 아닙니다만》                                                                                         |
| 연출상                         | 이명우                                     | 《소년시대》 |
| 작가상                         | 최유나                                     | 《굿파트너》 |
| 아이돌챔프 베스트 엔터테이너상 | 강다니엘                                   | |
| 아이돌챔프 글로벌 스타         | 변우석                                     | 《선재 업고 튀어》                                                                                              |
| 아이돌챔프 남자 인기상         | 변우석                                     | 《선재 업고 튀어》                                                                                              |
| 아이돌챔프 여자 인기상         | 김혜윤                                     | 《선재 업고 튀어》                                                                                              |
| 아이돌챔프 OST상               | 이클립스                                   | 《선재 업고 튀어》                                                                                              |
| 아이돌챔프 베스트커플상        | 변우석, 김혜윤                             | 《선재 업고 튀어》                                                                                              |
| 코리아 셀러브리티상            | 랄랄                                       | |
| 글로벌 인플루언서상 국내 부문  | 신사마 유카                                | |
| 글로벌 인플루언서상 해외 부문  | 다샤 프란 아이린 스완디 웨스피 푸남 나루카 | |
| 공로상                         | 김영옥                                     | |